# Cascais
Cascais (pronuncia portoghese [kɐʃˈkaiʃ]) è un comune portoghese situato nel distretto di Lisbona. Cascais si distingue per esser dal XIX secolo meta di turismo d'élite.
Cascais è spesso ed erroneamente conosciuta come parte di Estoril, laddove invece è quest'ultima ad essere una freguesia di Cascais. 

## Geografia fisica
Situato sulla costa atlantica, Cascais ha un clima gradevole. Le temperature, che difficilmente superano i 30 gradi d'estate, rimangono miti durante l'inverno.

## Storia
Nota come la destinazione preferita di alcuni monarchi tra cui quelli di Casa Savoia, primo fra tutti Carlo Alberto. Dal 13 Giugno 1946, dopo la proclamazione della Repubblica italiana, qui si trasferì a vivere l'ultimo Re d'Italia Umberto II di Savoia. 

## Monumenti e luoghi d'interesse

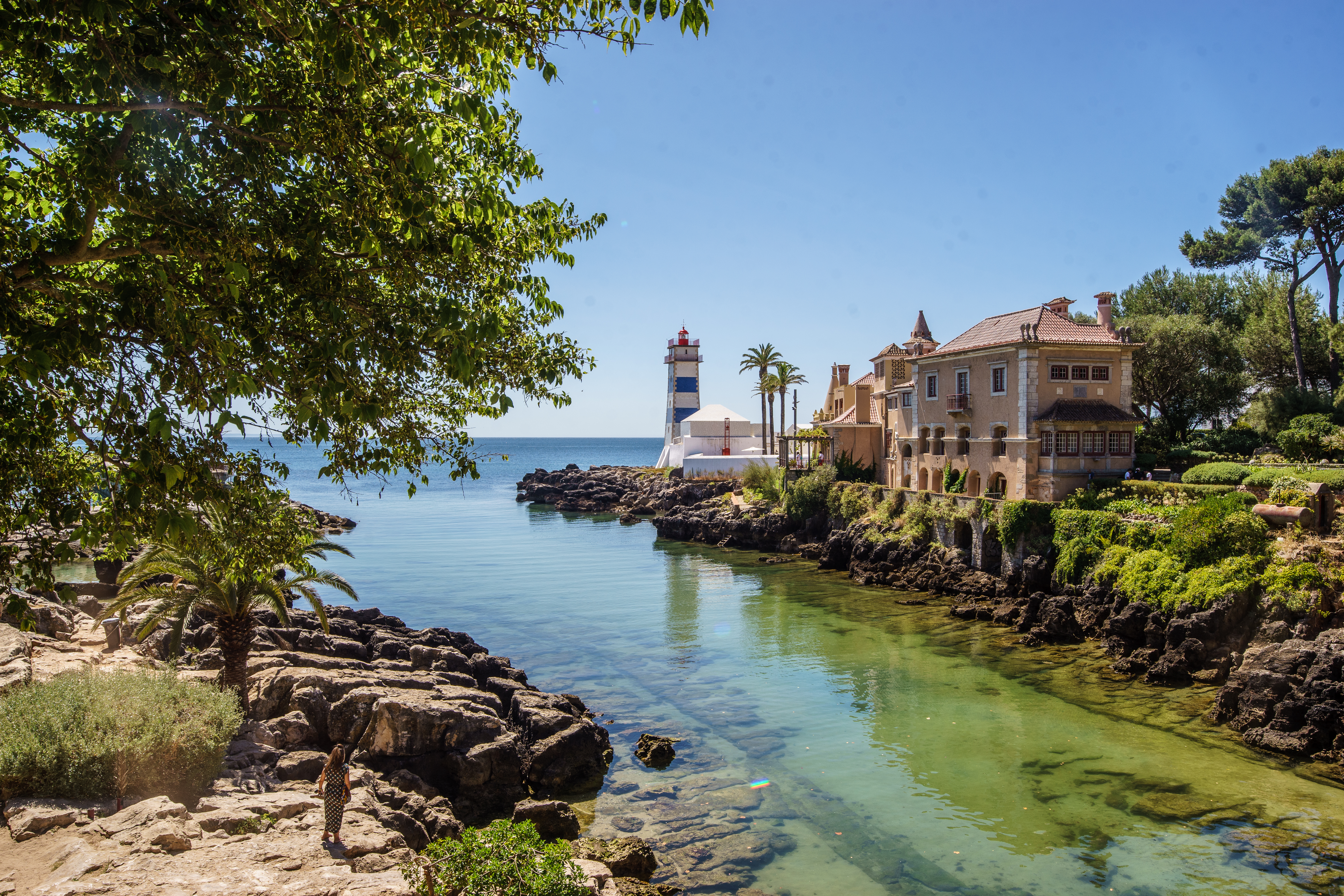
Il faro di Cascais, Farol de Santa Marta, e la Casa de Santa Maria.

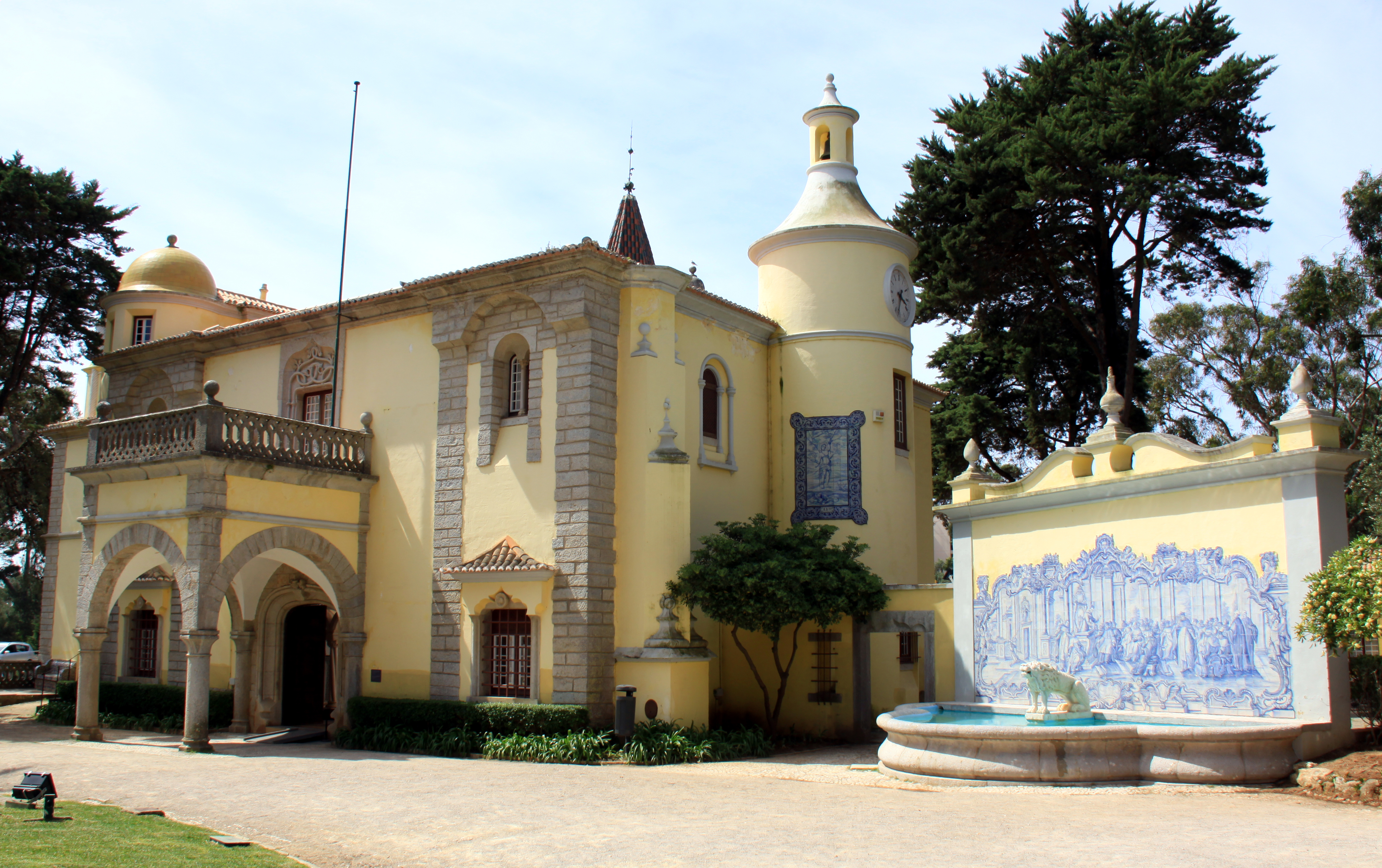
Il Museo Conde Castro Guimarães di Cascais.

Tra le mete turistiche più importanti ci sono una fortezza che ancora oggi è la base dell'Esercito e il Museu Condes de Castro Guimarães, situato in quella che fu la residenza privata di un magnate di origine irlandese, Jorge Torlades O'Neill II, costruita tra il 1897 ed i 1900 in stile Folly - vale a dire comprendente vari stili di costruzione - con un occhio all'architettura araba. Qui è conservato il testo originale della Crónica de El-Rei D. Afonso Henriques, redatta da Duarte Galvão.
Il Museu do Mar Rei D. Carlos, situato nelle strutture dell'antico Sporting Club de Cascais (fondato nel 1879, chiuso nel 1974), contiene reperti interessanti di archeologia locale, specialmente marittima.
Un nuovo porto da diporto, la Marina de Cascais, è stato costruito di recente in quello che i pescatori locali considerano il posto meno adatto, dove le onde atlantiche colpiscono la costa con grande violenza, tanto che il muro in cemento armato a distanza di 5 anni ha già mostrato segni di rottura.

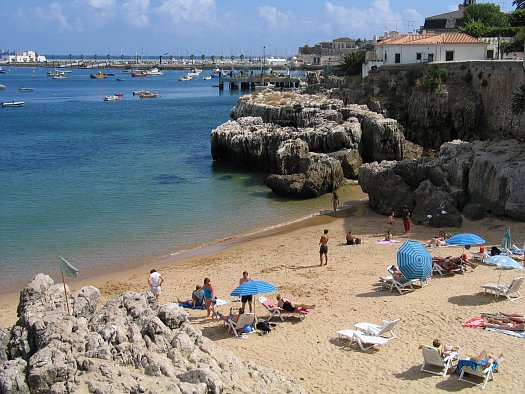
Spiaggia a Cascais

Continuando sulla strada costiera, ci sono tre fari, Santa Marta, Guia e Cabo Raso: quest'ultimo si trova dove un mare calmo diventa per uno spazio di 200 metri una tempesta locale, dove le onde sono altissime, tra una costa alta e rocciosa.

Lo sport del surf viene praticato alcuni chilometri più a nord, nella spiaggia conosciuta come Praia do Guincho, che fa parte del Parco naturale di Sintra-Cascais.
Conosciuto come il punto più a ovest dell'Europa Continentale, il Cabo da Roca è anche riconosciuto come il punto più occidentale del continente europeo. Situato a circa 100 metri di altezza, all'orlo di un vertiginoso precipizio, guarda verso l'Atlantico. Procedendo verso ovest, la terra emersa più vicina è l'isola di São Miguel a circa 3.000 chilometri di distanza, circa a metà strada tra l'Europa ed il Nord America.
Alle spalle del faro, c'è la Serra de Sintra, una catena montuosa di circa 20 chilometri di lunghezza per un'altezza massima di circa 800 metri s.l.m.; benché fuori dal comune di Cascais, vale la pena considerare anche questa zona, molto bella e con piccoli villaggi (Areia, Malveira da Serra) e cittadine abbastanza grandi (Sintra), nascoste nei posti più disparati e con parecchie attrazioni turistiche del genere storico/culinario.
Notevole è il Palacio da Peninha, immediatamente alle spalle del faro.
Tornando verso Cascais, si passa dall'Autódromo do Estoril, un circuito, sede in passato del Gran Premio del Portogallo di Formula 1 e del Gran Premio motociclistico del Portogallo.
Notevole anche il Palazzo del Duca di Palmela, storica residenza estiva in stile neogotico realizzata alla fine dell'Ottocento.
Il Casino Estoril ispirò a Ian Fleming il romanzo Casino Royale, la prima storia in cui compare il personaggio di James Bond.

## Società

### Evoluzione demografica
| Popolazione di Cascais (1801 – 2021) | Popolazione di Cascais (1801 – 2021) | Popolazione di Cascais (1801 – 2021) | Popolazione di Cascais (1801 – 2021) | Popolazione di Cascais (1801 – 2021) | Popolazione di Cascais (1801 – 2021) | Popolazione di Cascais (1801 – 2021) | Popolazione di Cascais (1801 – 2021) | Popolazione di Cascais (1801 – 2021) | Popolazione di Cascais (1801 – 2021) | Popolazione di Cascais (1801 – 2021) |
| ------------------------------------ | ------------------------------------ | ------------------------------------ | ------------------------------------ | ------------------------------------ | ------------------------------------ | ------------------------------------ | ------------------------------------ | ------------------------------------ | ------------------------------------ | ------------------------------------ |
| 1801                                 | 1849                                 | 1900                                 | 1930                                 | 1960                                 | 1970                                 | 1981                                 | 1991                                 | 2001                                 | 2011                                 | 2021                                 |
| 6052                                 | 5679                                 | 9463                                 | 22932                                | 59617                                | 92907                                | 141498                               | 153294                               | 170683                               | 206479                               | 214158                               |

## Amministrazione municipale
Sino alla riforma amministrativa del 2013 le freguesias di Cascais erano:
- Alcabideche
- Carcavelos
- Cascais
- Estoril
- Parede
- São Domingos de Rana

Nel 2013 esse sono state ridotte a quattro, mediante l'accorpamento di Carcavelos con Parede e di Cascais con Estoril.
| Alcabideche São Domingos de Rana Cascais e Estoril Carcavelos e Parede |
| ---------------------------------------------------------------------- |

## Economia
Negli anni l'attività turistica ha rimpiazzato l'industria peschiera. Esiste tuttavia ancora una piccola flotta di pescherecci e un ricco mercato del pesce, noto come la Lota de Cascais.

## Infrastrutture e trasporti
La ferrovia di Cascais, una delle più antiche del Portogallo, collega Cascais a Lisbona. La linea ha come capolinea la stazione di Cascais e la stazione di Lisbona Cais do Sodréa.